# Paolo José Peralta
Paolo José Peralta (6 september 1964) is een voormalig Portugees langebaanschaatser. Zijn beste jaar was 1998; hij reed toen het WK sprint en op de 1000 meter van de wereldbeker reed hij zich in de punten.
Peralta was in het bezit van de nationale records op de 500, 1000 en 1500 meter.

## Persoonlijke records
| Afstand    | Tijd    | Datum            | Baan    |
| ---------- | ------- | ---------------- | ------- |
| 500 meter  | 39,28   | 22 november 1997 | Calgary |
| 1000 meter | 1.16,86 | 20 december 1997 | Calgary |
| 1500 meter | 1.58,76 | 21 maart 1998    | Calgary |
| 3000 meter | 4.17,59 | 10 maart 1998    | Calgary |
| 5000 meter | 7.46,74 | 30 december 1987 | Calgary |

## Resultaten

### Langebaanschaatsen
| Jaar | WK Sprint | Wereldbeker               |
| ---- | --------- | ------------------------- |
| 1988 |           | 0p 500m 0p 1000m 0p 1500m |
|      |           |                           |
| 1996 |           | 0p 500m 0p 1000m 0p 1500m |
| 1997 |           | 0p 500m 0p 1000m          |
| 1998 | 36e       | 0p 500m 63e 1000m         |
| 1999 |           | 0p 500m 0p 1000m          |

0p = wel deelgenomen, maar geen punten behaald